# Зелене (Білогірський район)
Зеле́не (до 1948 — Джага-Шейх, крим. Cağa Şeyh) — село Білогірського району Автономної Республіки Крим.
Входить до складу Нижньогірської селищної ради.
Відстань від райцентру до населеного пункта становить 47 кілометрів по прямій.